# Horní Flajšar
Horní Flajšar je lesní rybník o rozloze 1,2 ha nalézající se v borovicovém lese asi 0,6 km jižně od vesnice Štít v obci Klamoš v okrese Hradec Králové. Břehové partie rybníka jsou porostlé litorálními porosty orobince a rákosu.
Jedná se o takzvaný nebeský rybník bez stálého přítoku vody, závislý především na zimních srážkách.

## Galerie

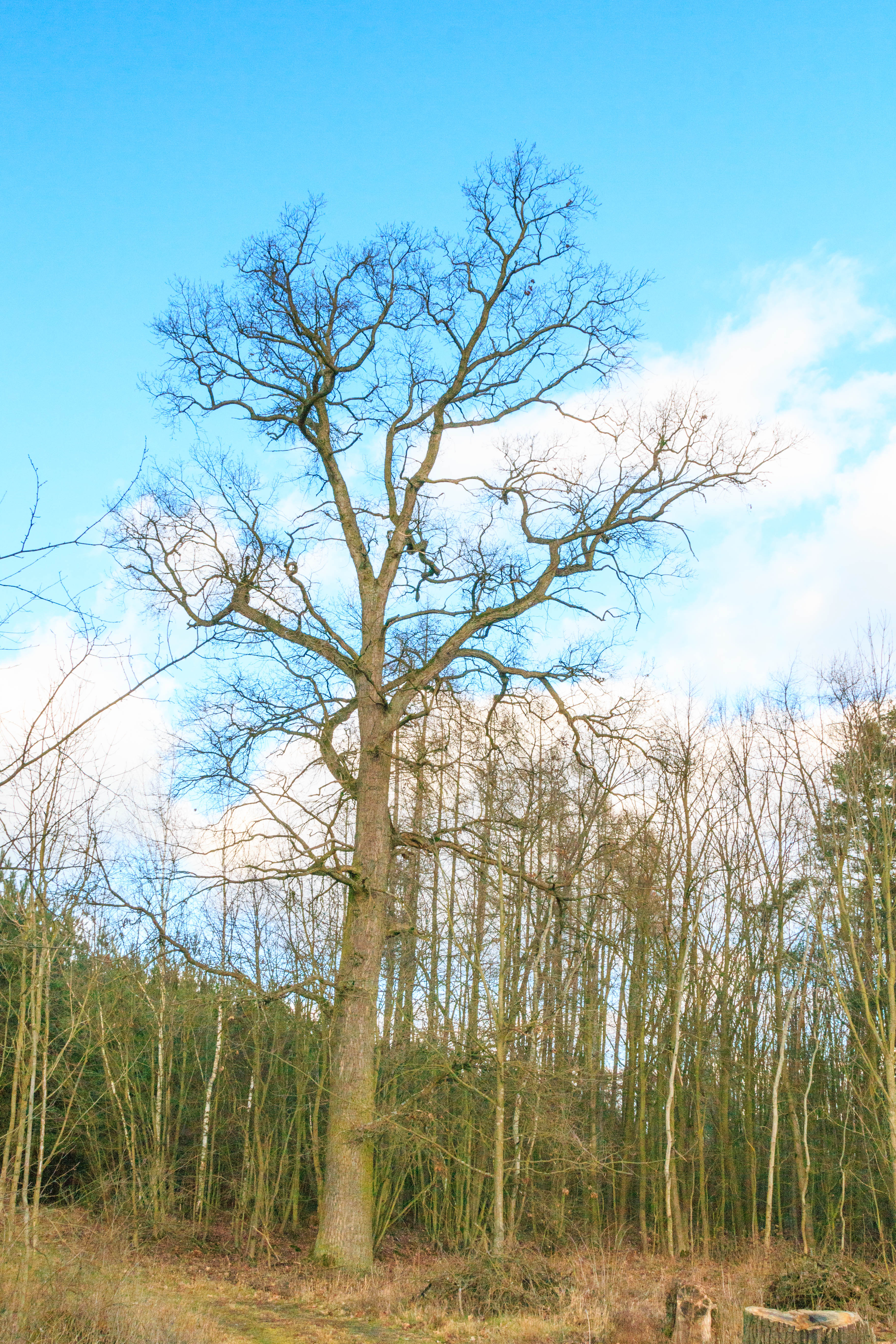
dub na hrázi rybníka Horní Flajšar u obce Štít
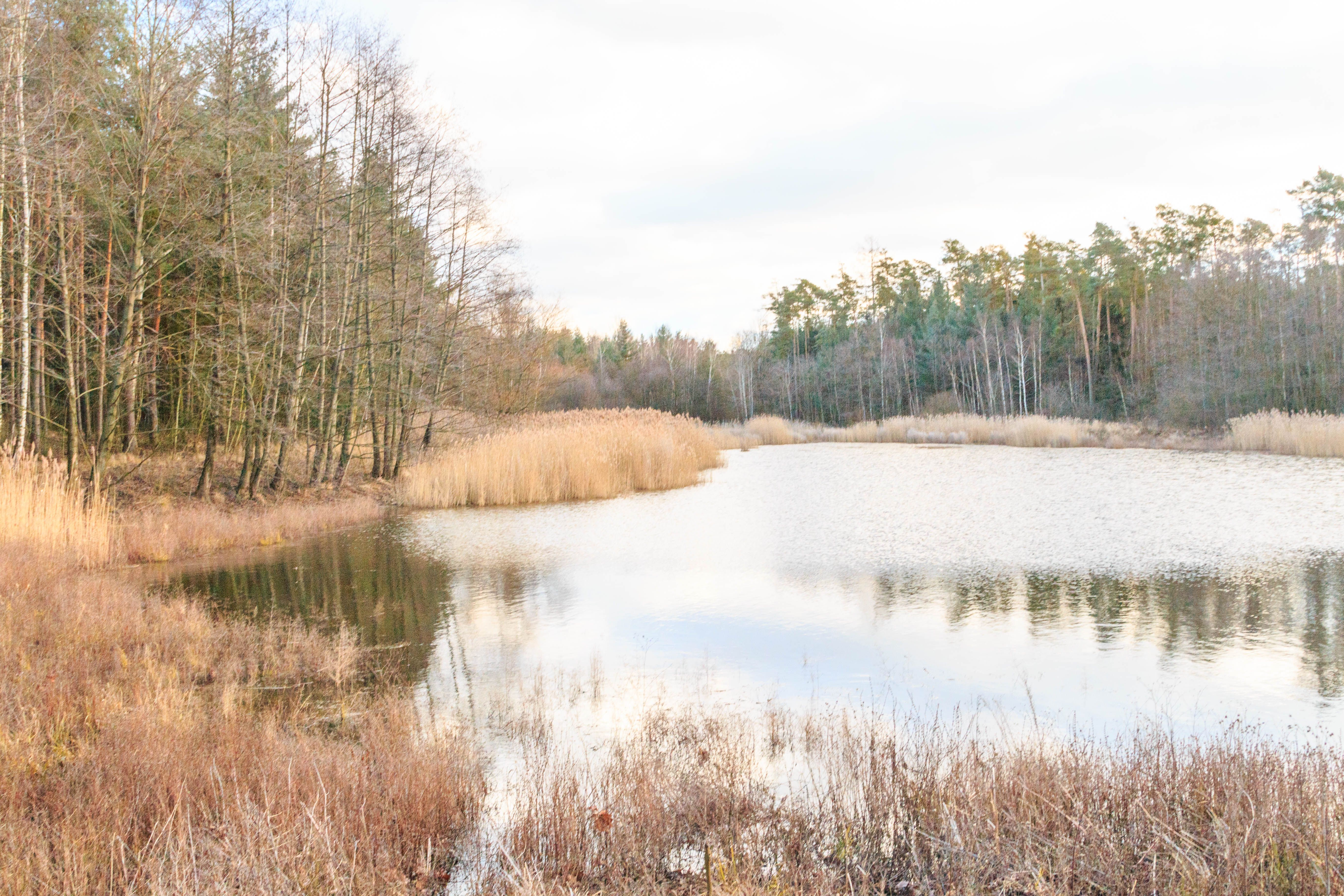
Rybník Horní Flajšar u obce Štít
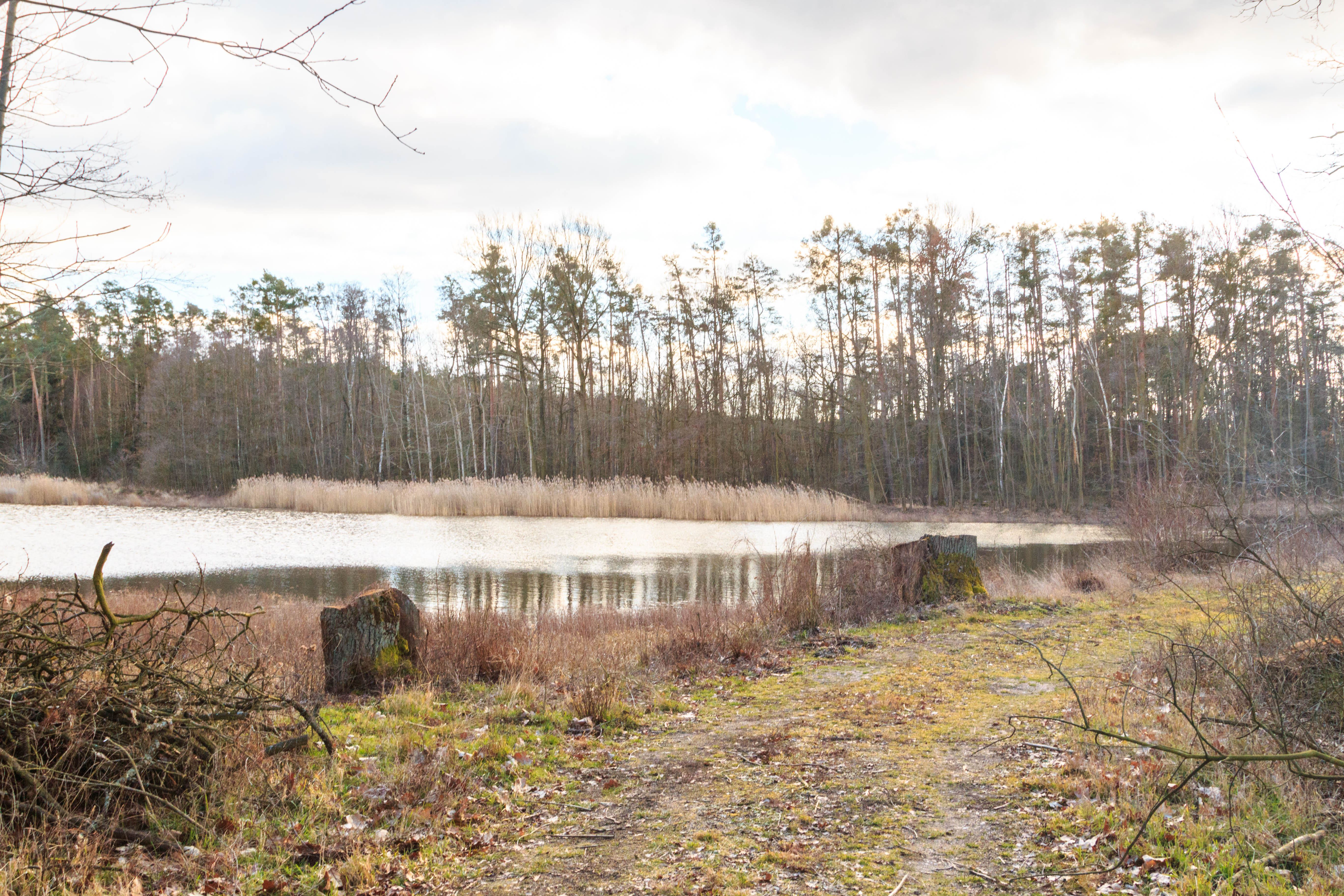
Rybník Horní Flajšar u obce Štít
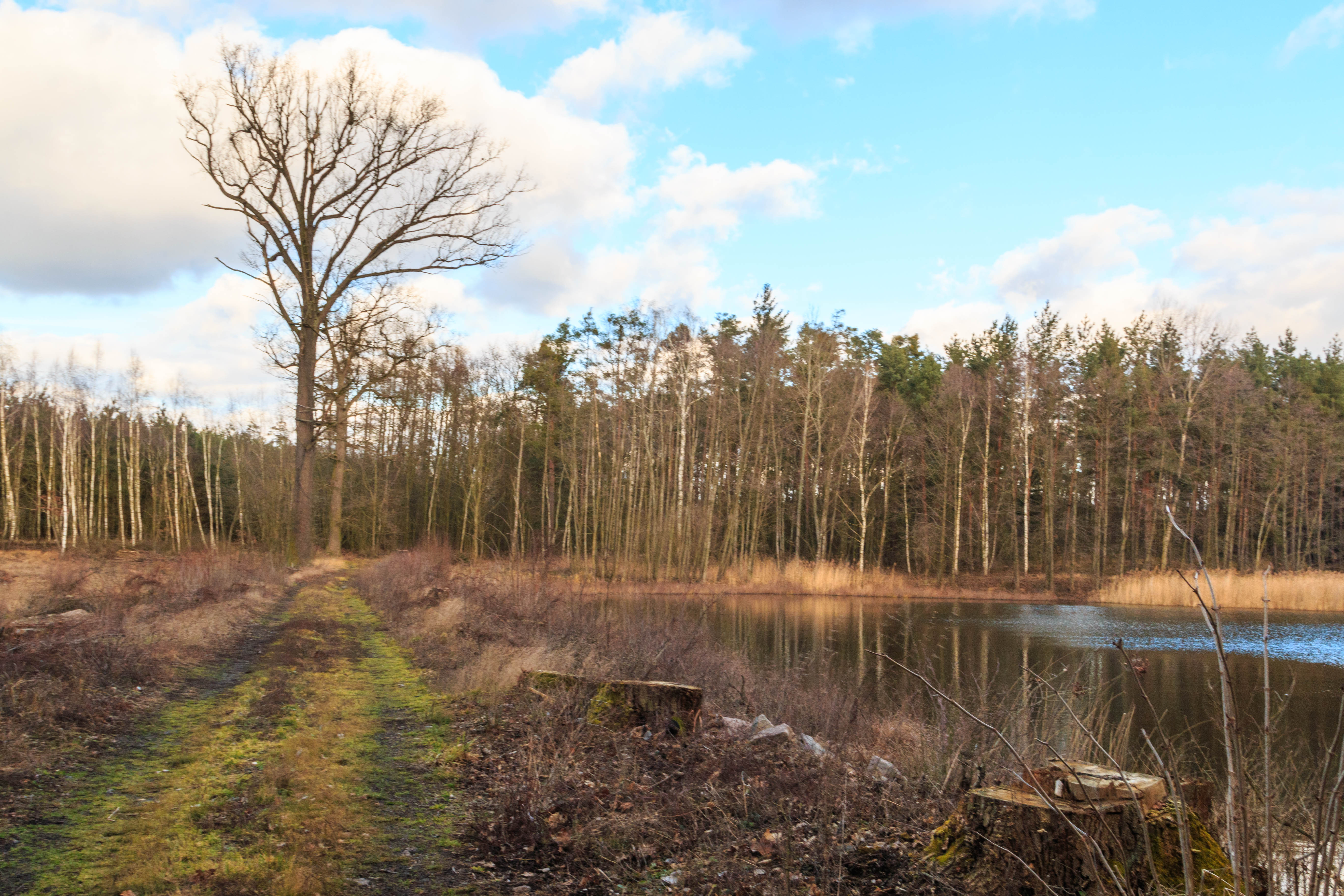
Rybník Horní Flajšar u obce Štít